# Проблема Кадисона — Зингера
Проблема Кадисона — Зингера — математическая гипотеза, выдвинутая в 1959 году и подтвержденная в 2013 году, согласно которой расширения линейных функционалов на {\displaystyle C^{*}}-алгебре при некоторых ограничениях являются единственными.
Впервые утверждение встречается в работах Поля Дирака по квантовой механике 1940-х годов, формализовано в 1959 году Ричардом Кадисоном и Изадором Зингером. Впоследствии было показано, что это утверждение эквивалентно многочисленным открытым математическим проблемам, а также ряду гипотез из прикладных направлений. Кадисон, Зингер и большинство изучавших проблему специалистов считали утверждение ложным, однако в 2013 году его истинность была доказана Адамом Маркусом, Дэниелом Спилменом и Нихилом Шриваставой, получившими в 2014 году Премию Пойи за этот результат.
Решение стало возможным благодаря альтернативной формулировке, предложенной Джоэлом Андерсоном: в 1979 году им доказана эквивалентность проблемы Кадисона — Зингера сформулированной им «гипотезе о брусчатке», в которой присутствуют операторы только в конечномерных гильбертовых пространствах. Ник Уивер предложил другую формулировку для конечномерного случая, и эта версия и была доказана с помощью техники случайных многочленов.

## Оригинальная формулировка
Оригинальная формулировка использует сепарабельное гильбертово пространство {\displaystyle \ell ^{2}}ℓ2 и две связанные с ним {\displaystyle C^{*}}-алгебры — алгебру {\displaystyle B} всех непрерывных линейных операторов {\displaystyle \ell ^{2}\to \ell ^{2}} и алгеброй {\displaystyle D} всех диагональных непрерывных линейных операторов {\displaystyle \ell ^{2}\to \ell ^{2}}.
Состоянием на {\displaystyle C^{*}}-алгебре {\displaystyle A} называют линейный функционал {\displaystyle \varphi \colon A\to \mathbb {C} } такой, что {\displaystyle \varphi (I)=1} (где {\displaystyle I} обозначает нейтральный элемент алгебры) и {\displaystyle \varphi (T)\geqslant 0} для любого {\displaystyle T\geqslant 0}. Такое состояние называется чистым, если оно является экстремальной точкой множества всех состояний на {\displaystyle A} (то есть если его нельзя записать в виде выпуклой комбинации других состояний на {\displaystyle A}).
По теореме Хана — Банаха любой функционал на {\displaystyle D} может быть расширен до {\displaystyle B}. Кадисон и Зингер предположили, что для случая чистых состояний это расширение единственно. То есть задача Кадисона — Зингера заключалась в доказательстве или опровержении следующего утверждения: для любого чистого состояния {\displaystyle \varphi } на {\displaystyle D} существует единственное состояние на {\displaystyle B}, которое является расширением {\displaystyle \varphi }. Утверждение оказалось верным.

## Гипотеза о дорожном покрытии
Проблема Кадисона — Зингера имеет положительное решение тогда и только тогда, когда верна следующая «гипотеза о дорожном покрытии» — для каждого {\displaystyle \varepsilon >0} существует натуральное число {\displaystyle k} такое, что справедливо следующее: для каждого {\displaystyle n} и каждого линейного оператора {\displaystyle T}, заданного над {\displaystyle n}-мерным гильбертовым пространством {\displaystyle \mathbb {C} ^{n}}, с нулями на диагонали существует разбиение множества {\displaystyle \{1,\dots ,n\}} на {\displaystyle k} наборов {\displaystyle A_{1},\dots ,A_{k}} такое, что:
{\displaystyle \|P_{A_{j}}TP_{A_{j}}\|\leqslant \varepsilon \|T\|} для любых {\displaystyle j=1,\ldots ,k}.
Здесь {\displaystyle P_{A_{j}}} обозначает ортогональную проекцию на пространство, натянутое стандартными единичными векторами, соответствующими элементам {\displaystyle A_{j}}, так что матрица {\displaystyle P_{A_{j}}TP_{A_{j}}}получается из матрицы {\displaystyle T} заменой всех строк и столбцов, которые не соответствуют индексам в {\displaystyle A_{j}} на 0. Матричная норма {\displaystyle \|\cdot \|} — спектральная норма, то есть норма оператора относительно евклидовой нормы {\displaystyle \mathbb {C} ^{n}}. В этом утверждении {\displaystyle k} может зависеть не только от {\displaystyle \varepsilon }, но и от {\displaystyle n}.

## Эквивалентное утверждение о несоответствии
Следующее утверждение о «несоответствии» также эквивалентно проблеме Кадисона — Зингера, как было показано в работе Ника Уивера 2004 года: если векторы {\displaystyle u_{1},\ldots ,u_{m}\in \mathbb {C} ^{d}} такие, что {\displaystyle \sum _{i=1}^{m}u_{i}u_{i}^{*}=I} ({\displaystyle d\times d} единичная матрица) и {\displaystyle \|u_{i}\|_{2}^{2}\leqslant \delta } для любых {\displaystyle i\in 1\dots m}, то существует разбиение {\displaystyle \{1,\ldots ,m\}} на два множества {\displaystyle S_{1}} и {\displaystyle S_{2}} таких, что:
{\displaystyle \left\|\sum _{i\in S_{j}}u_{i}u_{i}^{*}\right\|\leqslant {\frac {\left(1+{\sqrt {2\delta }}\right)^{2}}{2}}}, где {\displaystyle j=1,2}.
Это утверждение означает следующее: если векторы {\displaystyle v_{1},\ldots ,v_{m}\in \mathbb {R} ^{d}} таковы, что {\displaystyle \|v_{i}\|_{2}^{2}\leqslant \alpha } для {\displaystyle i\in 1\dots m} и имеет место:
{\displaystyle \sum _{i=1}^{m}\langle v_{i},x\rangle ^{2}=1\qquad \forall x\in \mathbb {R} ^{d}:\|x\|=1},
то существует разбиение {\displaystyle \{1,\ldots ,m\}} на два набора {\displaystyle S_{1}} и {\displaystyle S_{2}} таких, что для {\displaystyle j=1,2} выполнено:
{\displaystyle \left|\sum _{i\in S_{j}}\langle v_{i},x\rangle ^{2}-{\frac {1}{2}}\right|\leqslant 5{\sqrt {\alpha }}} для всех {\displaystyle x\in \mathbb {R} ^{d}} таких, что {\displaystyle \|x\|=1}.
Здесь «несоответствие» становится видимым, когда {\displaystyle \alpha } достаточно мало: квадратичная форма на единичной сфере может быть разбита на две примерно равные части, то есть части, значения которых не сильно отличаются от 1/2 на единичной сфере. В этой форме теорему можно использовать для вывода утверждений об определённых разбиениях графов.
К этой формулировке Маркус, Спилмен и Шривастава применили технику случайных многочленов для доказательства гипотезы в 2013 году.